# Бороро

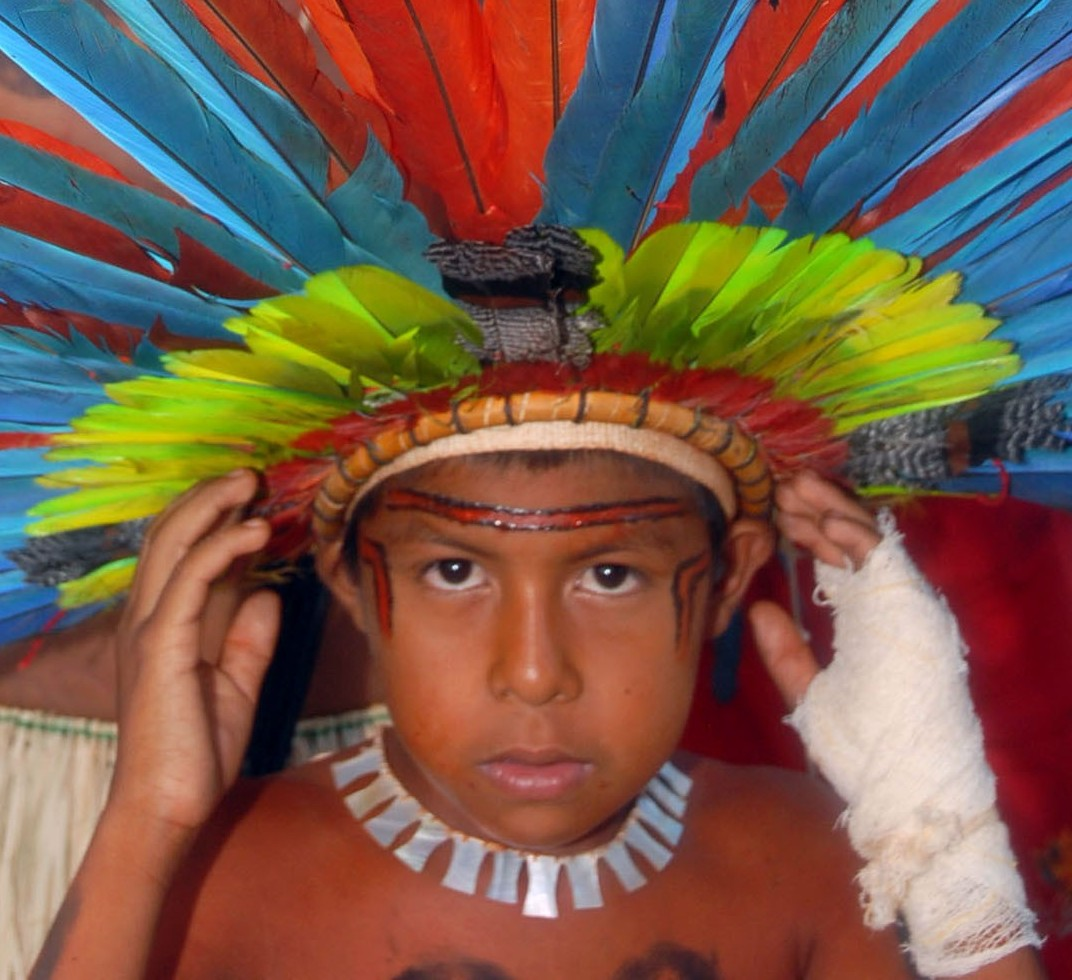
Юноша бороро

Бороро — индейский народ в Боливии (2 тыс. чел.) и Бразилии (1 тыс. чел.). Самоназвание — ораримугудоге, то есть «люди рыбы орари». В Бразилии живут в основном в штате Мату-Гросу. Язык — бороро борорской семьи языков. Есть предположения, что она входит в более крупное объединение вместе с языками же — макро-же. Исповедуют христианство и сохраняют традиционные верования.

## История

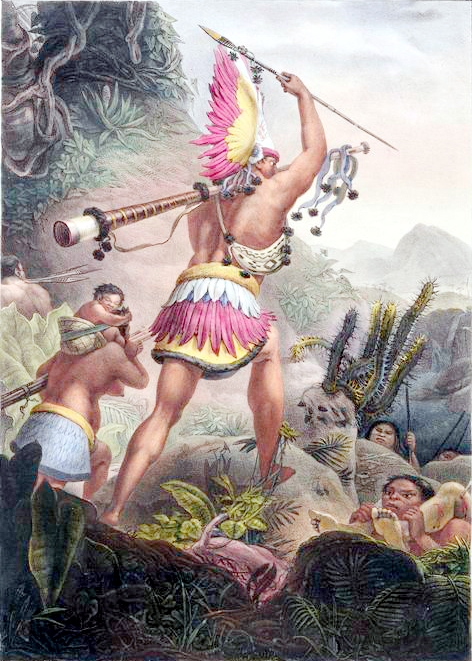
Вождь бороро в походе. Литография Жана-Батиста Дебре (1834)

В XVIII веке бороро вступили в первые контакты с европейцами. В этот период они жили в бассейнах рек Гуапоре и Арагуаи. В XX веке были ассимилированы. Делились на две группы: западную и восточную. В западной группе выделялась еще одна, особая группа, умутина, по самоназванию — балориэ. Они отличались от всех культурно и антропологически, долихокефалы с сильным развитием бороды у мужчин.
В середине XX века они смешались с народом шаванте.

### Бороро в Мату-Гросу
История народа бороро (штат Мату-Гросу, Бразилия) представляет собой сложный процесс культурной эволюции, отмеченный как преемственностью, так и разрывами. Археологические данные свидетельствуют о заселении региона охотниками-собирателями около 10 000 лет назад, с последующим переходом к земледелию и появлением керамики традиции Уна (ок. 2400 лет назад). Миграции населения, предположительно из Амазонии или северо-востока Бразилии (ок. 800 г. н.э.), привели к возникновению крупных земледельческих поселений традиции Уру. К XVII веку произошла ассимиляция носителей традиции Уру народом бороро, сопровождавшаяся значительными культурными изменениями, отражёнными в керамике и каменных орудиях. 
Первое поселение бороро в бассейне реки Вермелью, датируемое XVIII веком, отождествляется с деревней Аригао Бороро, упоминаемой в мифологии этого народа.
Формирование этноса бороро в XVII-XVIII веках происходило в условиях межплеменных конфликтов и внешнего давления, о чём свидетельствуют оборонительные сооружения. Археологические исследования позволяют реконструировать историю бороро, прослеживая взаимодействие различных культурных традиций и влияние внешних факторов на формирование этого народа.
В конце XIX - начале XX веков коренное население Бразилии, включая индейцев бороро, проживавших на территории Мату-Гросу, столкнулось с экспансией национального общества на свои исконные земли.  

#### Республиканский миф об умиротворении
Кандиду Рондон, инженер, руководивший строительством телеграфных линий через территорию бороро, приобрёл национальную известность как «умиротворитель» индейцев. Этот образ, подкреплённый государственной пропагандой и прессой, представлял Рондона как гуманиста, добившегося мирного сосуществования с индейцами путём дарения подарков. На этом основании в 1910 году Рондон возглавил Службу защиты индейцев (SPI). Однако телеграфный проект, реализованный по приказу военного министра Жуана Малле, преследовал прежде всего военные и экономические цели: укрепление границ и освоение внутренних территорий. Сам Малле открыто называл индейцев препятствием на пути «прогресса». Хотя Рондон выступал за гуманное обращение с индейцами, его деятельность служила интересам государства, стремящегося к быстрой интеграции коренного населения в бразильское общество.

#### Миссионерская версия
Параллельно с деятельностью Рондона среди бороро работали миссионеры-салезианцы. Они создавали миссии, где пытались обратить бороро в христианство и привить им «цивилизованный» образ жизни. В 1902 году после долгих усилий им удалось привлечь часть бороро в миссию Sagrado Coracao de Jesus. Однако салезианцы столкнулись с сопротивлением бороро, которые не желали отказываться от своих обычаев. Сам Рондон критиковал методы миссионеров, считая их принудительными.

#### Реальность столкновений
Мифы об умиротворении игнорировали реальность насилия и сопротивления бороро. Наплыв поселенцев, как крупных землевладельцев, так и бедных фермеров, привёл к обострению конфликта за землю. Бороро совершали набеги на поселения и ранчо, а поселенцы организовывали карательные экспедиции, приводившие к массовым убийствам бороро. К этому добавились межэтнические конфликты, вызванные миграцией других индейских племён на территорию бороро. Распространение эпидемий, в том числе кори, также способствовало резкому сокращению численности бороро.
В условиях нарастающей угрозы бороро использовали различные стратегии выживания. Часть бороро действительно сотрудничала с Рондоном и миссионерами, видя в этом шанс получить защиту и доступ к ресурсам. Однако большинство бороро продолжало сопротивляться или адаптироваться к новым условиям, работая на ранчо, занимаясь земледелием и поддерживая контакты с поселенцами.

## Хозяйство
Основные занятия — подсечно-огневое земледелие, рыболовство, охота, собирательство. Основные культуры — кукуруза, горький и сладкий маниок, рис, хлопчатник, табак и другие.
Мужская одежда — листочек на гениталиях, на церемониях — пояс из коры с украшениями, отличительными знаками. Прокалывали нижнюю губу для украшений.
Традиционное жилище — длинный шалаш, в XX веке стали строить прямоугольные дома с двускатной крышей, которые заимствовали у креолов.

## Демография
Демографические исследования бороро, проживающих в штате Мату-Гросу (в деревнях Гарсас, Мерури и Морада-дус-Бороро), в 1993-1996 гг. выявили низкий среднегодовой темп роста населения (2,4%, с 393 до 418 человек), обусловленный сочетанием высокого уровня рождаемости (30,9 на 1000 человек) и высокой младенческой смертности (58,8 на 1000 живорожденных). Отмечается относительно низкий суммарный коэффициент рождаемости (4,3) по сравнению с другими коренными народами Бразилии. Возрастная структура характеризуется преобладанием молодого населения (44% младше 15 лет) и небольшой долей пожилых людей (6% старше 65 лет). Выявлены ранние браки у женщин и высокий процент разводов. В 1996 году половина женщин в возрасте 15-19 лет уже были замужем, в то время как среди мужчин этого возраста женатыми были лишь 33% .

## Социальная организация
Семья расширенная. Род матрилинейный, тотемный. Племя делилось на экзогамные фратрии. Дома их стояли на концах селения, напротив. Селение имело кольцевую планировку, в центре стоял мужской дом. Погребально-поминальные церемонии, инициации мальчиков проводятся без женщин (запрет).
Церемонии проводились с использованием примитивных музыкальных инструментов. У бороро были известны гуделки, хотя у соседних народов были и более совершенные.

## Галерея

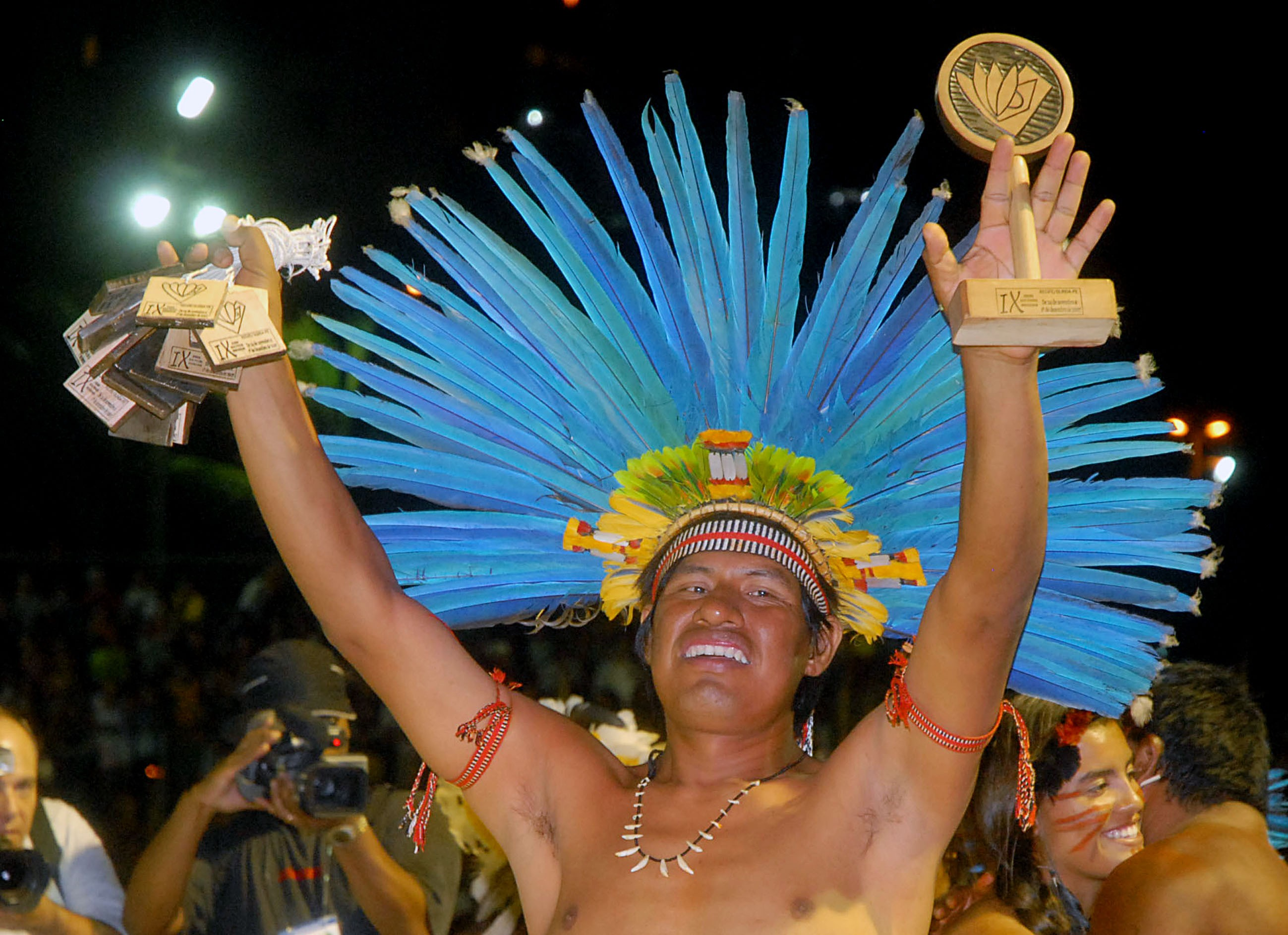
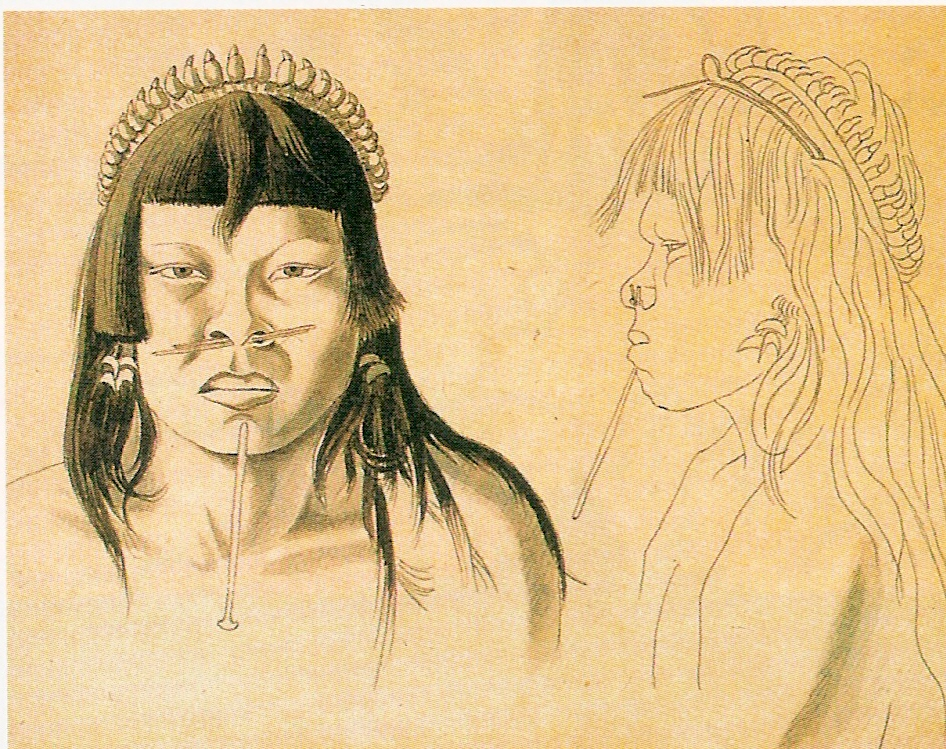
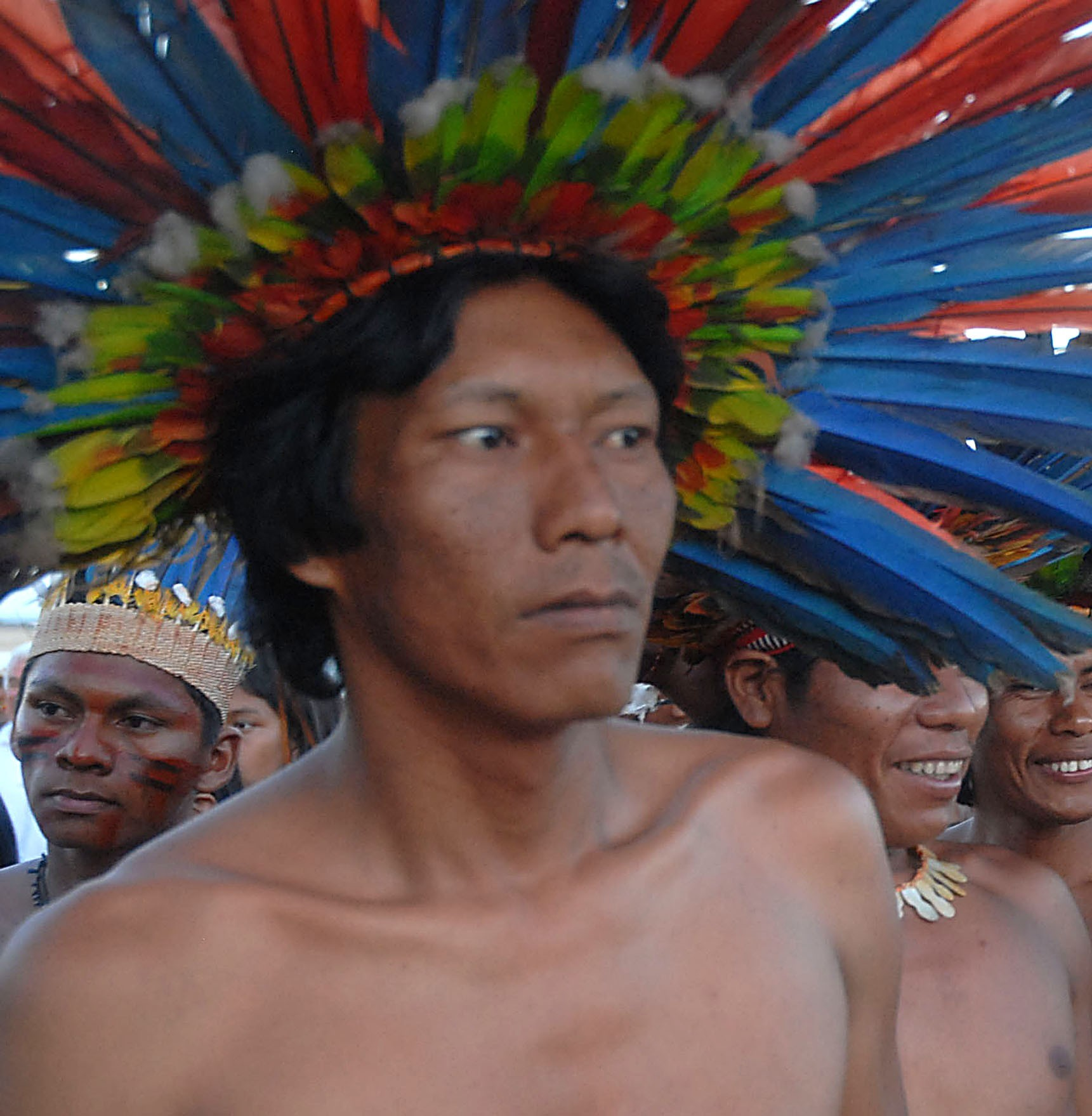
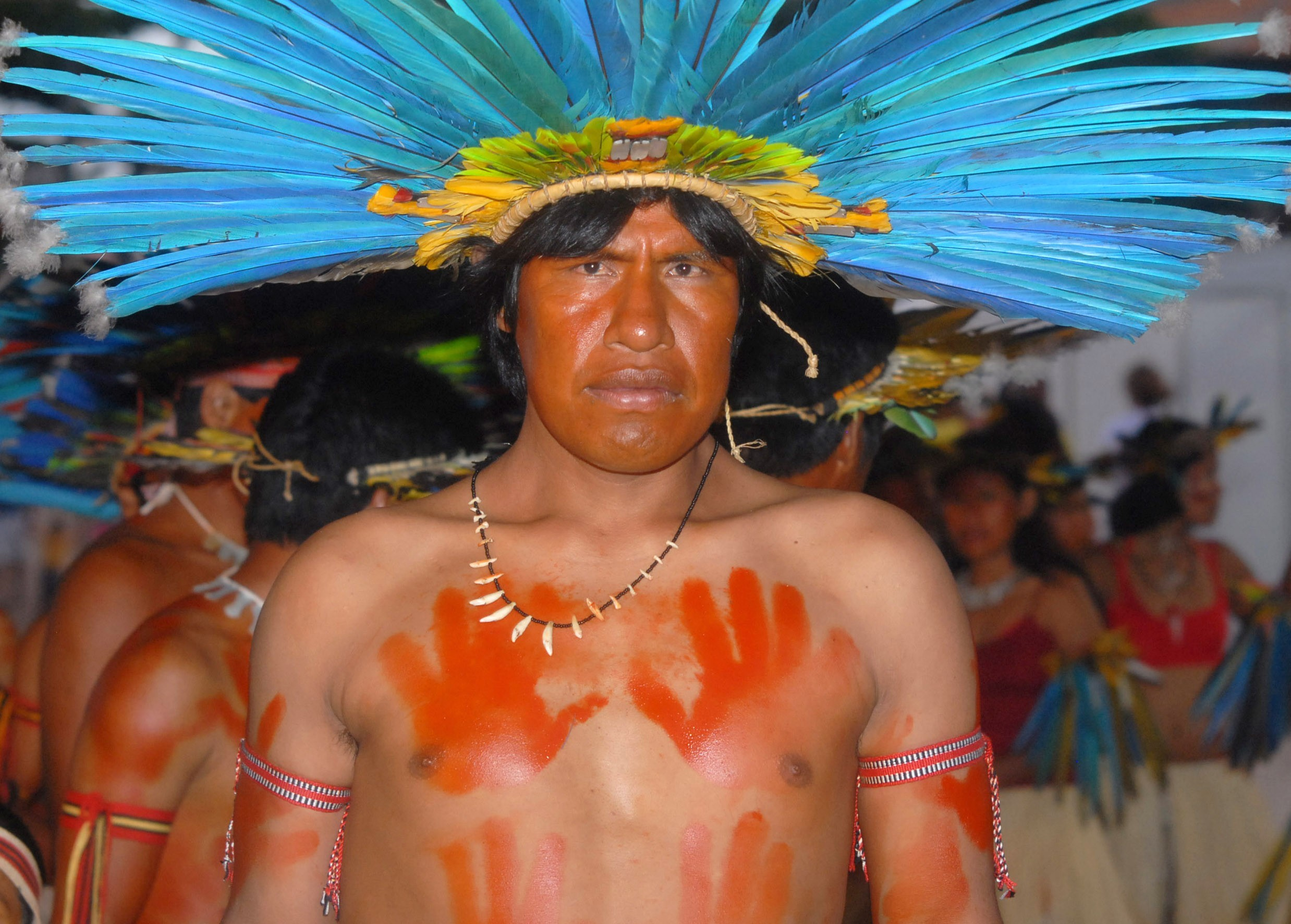